# Oficiální harfenista Prince z Walesu
Oficiální harfenista Prince z Walesu je tradiční post v Britské královské domácnosti. 

## Historie
Prvním oficiálním harfenistou se stal John Thomas, kterého do funkce jmenovala královna Viktorie v roce 1871. Post byl později zrušen a obnoven až roku 2000 Karlem, knížetem z Walesu za účelem povzbuzení mladých hudebníků a zvýšení zájmu o harfu. První novodobou oficiální harfenistkou se stala Catrin Finchová, která v pozici zůstala čtyři roky. 
Později funkci zastávaly Jemima Phillipsová (2004–2007), Claire Jonesová (2007–2011), Hannah Stone (2011–2015), Anne Denholmová (2015–2019), Alis Huwsová (2019–2024) a Mared Pugh Evans (od 2024).